# Tambakasri (Tajinan)
Tambakasri is een bestuurslaag in het regentschap Malang van de provincie Oost-Java, Indonesië. Tambakasri telt 5110 inwoners (volkstelling 2010).